# Marmon-Herrington TC
Le Marmon-Herrington TC pour trolley coach (« trolleybus ») est un trolleybus produit par la compagnie américaine Marmon-Herrington (en) entre 1946 et 1959.

## Histoire
Après la Seconde Guerre mondiale, la demande de véhicules militaires baisse et la société  Marmon-Herrington cherche de nouveaux secteurs d'activité, c'est ainsi qu'elle se lance en 1946 dans la production de trolleybus à caisse autoportante pour le marché nord américain mais va également exporter des véhicules au Brésil à Belo Horizonte et Recife.
Marmon-Herrington va en tout produire jusqu'en 1959 1624 véhicules dans son usine d'Indianapolis.

## Modèles
Les différents modèles sont classés par le constructeur selon leur nombre de places assises, le TC signifie « trolley coach » forme aujourd'hui vieillie du mot trolleybus.
| Illustration | Modèle | Portes | Production | Remarques                                                                          |
| ------------ | ------ | ------ | ---------- | ---------------------------------------------------------------------------------- |
|              | TC40   | 12     |            | Gabarit réduit, uniquement produit pour San-Francisco.                             |
|              | TC44   | 12     |            |                                                                                    |
|              | TC46   | 22     |            | Uniquement produit pour Philadelphie puis directement remplacé par le modèle TC49. |
|              | TC48   | 12     |            |                                                                                    |
|              | TC49   | 22     |            |                                                                                    |

## Production
| Illustration | Lieu & exploitant    | Modèle | Nombre | Numéros          | Livraison | Remarques |
| ------------ | -------------------- | ------ | ------ | ---------------- | --------- | --------- |
|              | Belo Horizonte       | TC48   | 50     |                  | 1958-1959 |           |
|              | Recife               | TC48   | 65     |                  | 1958-1959 |           |
|              | Chicago - CTA        | TC49   | 349    |                  | 1951-1952 |           |
|              | Cincinnati - CSR     | TC44   | 214    |                  |           |           |
|              | Cincinnati - CSR     | TC48   | 214    |                  |           |           |
|              | Cleveland - CR       |        | 125    |                  |           |           |
|              | Milwaukee - MERT     | TC44   |        |                  |           |           |
|              | Philadelphie - PTC   | TC46   | 71     |                  |           |           |
|              | San Francisco - MUNI | TC40   | 24     | 526–549          | 1947      |           |
|              | San Francisco - MUNI | TC44   | 60     | 550–569, 660–739 | 1949      |           |
|              | San Francisco - MUNI | TC48   | 110    | 740–849          | 1950      |           |

## Matériel préservé
| Illustration | Entité                       | Réseau d'origine     | Modèle | Numéro(s) (série) | Remarques |
| ------------ | ---------------------------- | -------------------- | ------ | ----------------- | --------- |
|              | Illinois Railway Museum      | Chicago - CTA        | TC49   | 9553              |           |
|              | Illinois Railway Museum      | Milwaukee - MERT     | TC44   | 441               |           |
|              | San Francisco Railway Museum | San Francisco - MUNI | TC48   | 776 (740–849)     |           |